# Église Saint-Martin de Goudelancourt-lès-Pierrepont
L'église Saint-Martin de Goudelancourt-lès-Pierrepont est une église située à Goudelancourt-lès-Pierrepont, en France.

## Localisation
L'église est située sur la commune de Goudelancourt-lès-Pierrepont, dans le département de l'Aisne.